# Pannónia Szálló (Nagyvárad)
A nagyváradi Pannónia Szálló (románul Hotelul Transilvania, azaz Erdély Szálloda) műemlék épület Romániában, Bihar megyében. A romániai műemlékek jegyzékében a BH-II-m-B-01083 sorszámon szerepel.